# Geress Zoltán
Geress Zoltán (1970. június 12. –) válogatott labdarúgó, hátvéd.

## Pályafutása

### Klubcsapatban
A Vasas csapatában mutatkozott az élvonalban 1989. május 24-én a Tatabánya ellen, ahol csapata 3–2-re győzött. 1989 és 1998 között 202 bajnoki mérkőzésen szerepelt angyalföldi színekben és két gólt szerzett. Egy alkalommal lett bronzérmes a csapattal. Utolsó mérkőzésen a Videotont 2–1-re győzte le csapata. Sérülése miatt 1998 után már nem szerepelt mérkőzésen a Vasasban, majd befejezte játékos pályafutását.

### A válogatottban
1997-ben egy alkalommal szerepelt a válogatottban.

## Sikerei, díjai
- Magyar bajnokság
  - 3.: 1997–98

## Statisztika

### Mérkőzése a válogatottban
| Magyarország | Magyarország        | Magyarország | Magyarország  | Magyarország | Magyarország | Magyarország | Magyarország | Magyarország |
| #            | Dátum               | Helyszín     | Hazai         | Eredmény     | Vendég       | Kiírás       | Gólok        | Esemény      |
| ------------ | ------------------- | ------------ | ------------- | ------------ | ------------ | ------------ | ------------ | ------------ |
| 1.           | 1997. szeptember 6. | Varsó        | Lengyelország | 1 – 0        | Magyarország | barátságos   | -            |              |
|              | Összesen            |              |               | 1            | mérkőzés     |              | 0            | gól          |